# Клебани
Клеба́ни — село в Україні, у Львівському районі Львівської області. Населення становить 345 осіб. Орган місцевого самоврядування - Рава-Руська міська рада.

## Історія
До 1940 року Клебани входили до складу села Потелич.